# Rheinbrücke Tamins
Die Rheinbrücke Tamins ist eine Strassenbrücke bei Tamins im Kanton Graubünden in der Schweiz. Sie führt die an der Autobahn A13 am Abzweig Reichenau beginnende Hauptstrasse 19 über den Alpenrhein nach Tamins, die von dort in Richtung Flims–Disentis/Mustér–Andermatt–Brig weiterführt.
Die Rheinbrücke Tamins wird auch Reichenaubrücke genannt, aber das am Zusammenfluss von Vorder- und Hinterrhein liegende und von seinem Schloss dominierte Reichenau liegt hinter einer Flussbiegung verborgen 700 m weiter flussaufwärts. Dort führt eine eiserne Fachwerkbrücke über den Alpenrhein, die Alte Rheinbrücke Reichenau oder Emserbrücke genannt wird. Ausserdem gibt es dort zwei Eisenbahnbrücken und eine Autobahnbrücke über den Hinterrhein sowie eine moderne Strassenbrücke über den Vorderrhein.

## Beschreibung
Die von Christian Menn entworfene, 1962 gebaute und 1963 eröffnete Brücke ist insgesamt 158 m lang und mit den beidseitigen Schrammborden 8,4 m breit. Sie hat zwei Fahrspuren und zwei 1 m breite Gehwege.
Die fugenlose Konstruktion überquert den Fluss mit einem eingespannten Bogen mit einer Stützweite von 100 m und einer Pfeilhöhe von 20,9 m. Der massive Stahlbetonbogen hat einen Rechteckquerschnitt mit variablen Querschnittsabmessungen. Er ist im Scheitel 4,0 m breit und 0,8 m dick. Bei den Kämpfern beträgt die Bogenbreite 5,2 m und die Bogendicke 1,15 m. Der Bogen verschmilzt im Scheitel mit dem Fahrbahnträger, der mit dünnen Scheiben in Abständen von 12,0 m bis 13,7 m aufgeständert ist. Die Bogenform mit kleinen Knicken unter den Ständern entspricht der Stützlinie. Der Bogen wurde mit einem Lehrgerüst hergestellt.
Der Fahrbahnträger besteht aus einem rechteckigen, nur 1 m hohen und ebenfalls 4 m breiten Hohlkasten, dessen Deckplatte gleichzeitig die beidseitig 2,20 m auskragende Fahrbahnplatte ist. Der Fahrbahnträger ist teilweise vorgespannt. Der Bogen und der Fahrbahnträger weisen annähernd die gleiche Biegesteifigkeit auf und sind somit gleichermassen am Tragverhalten der Brücke beteiligt.
Die Rheinbrücke Tamins war wohl die erste Bogenbrücke mit einem teilweise vorgespannten Fahrbahnträger.

## Auszeichnungen
- 2019: im Rahmen der Kampagne «52 beste Bauten – Baukultur Graubünden 1950–2000» erkor der Bündner Heimatschutz die von Max Bill 1962 entworfene Brücke über den Alpenrhein als eines der besten Bündner Bauwerke[4]